# St. Maria und Michael (Churwalden)

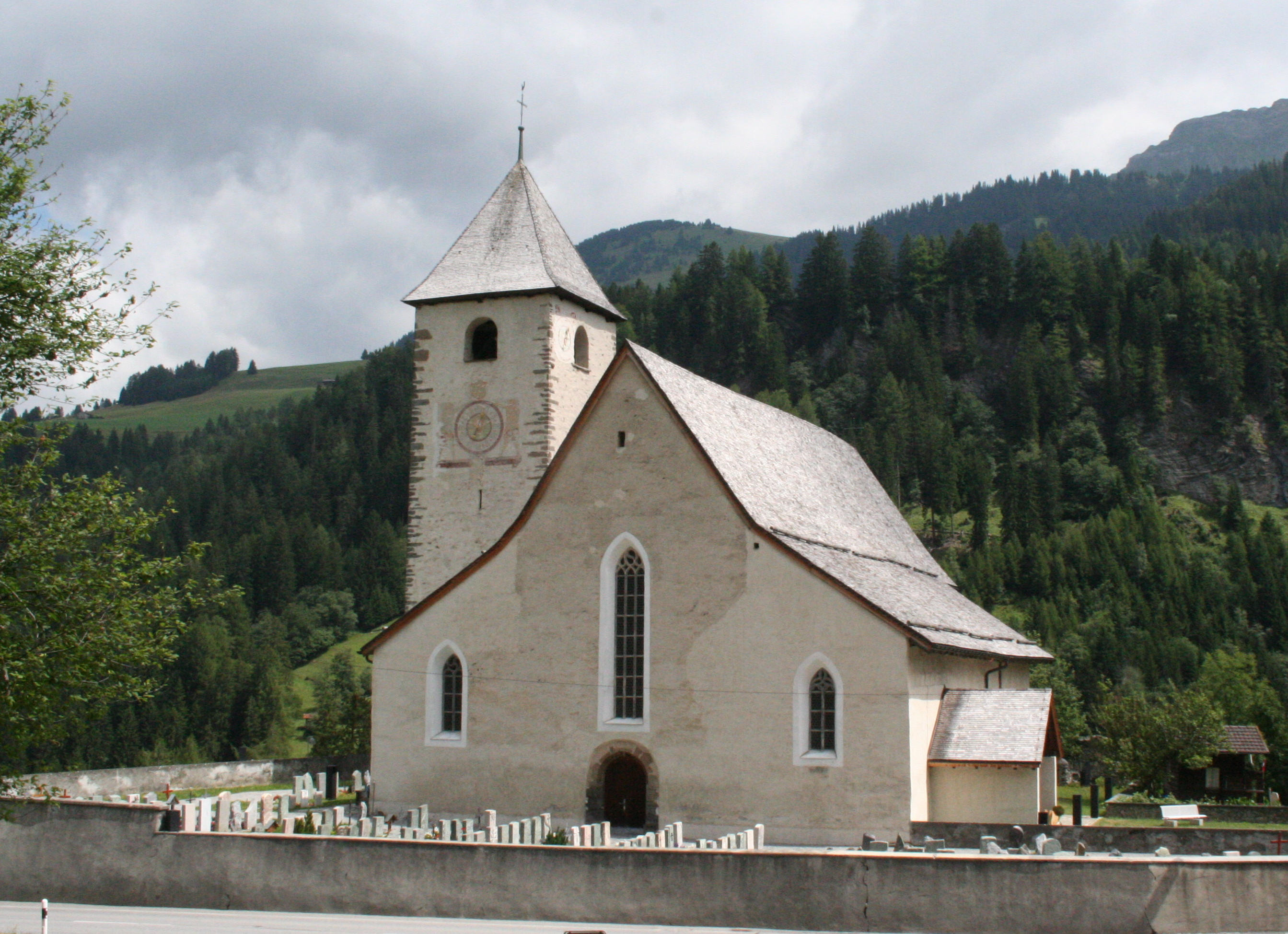
Ansicht von Westen

Die Kirche von St. Maria und Michael mit ihrer einheitlichen spätmittelalterlichen Ausstattung steht am nördlichen Dorfausgang von Churwalden im Kanton Graubünden in der Schweiz.

## Geschichte

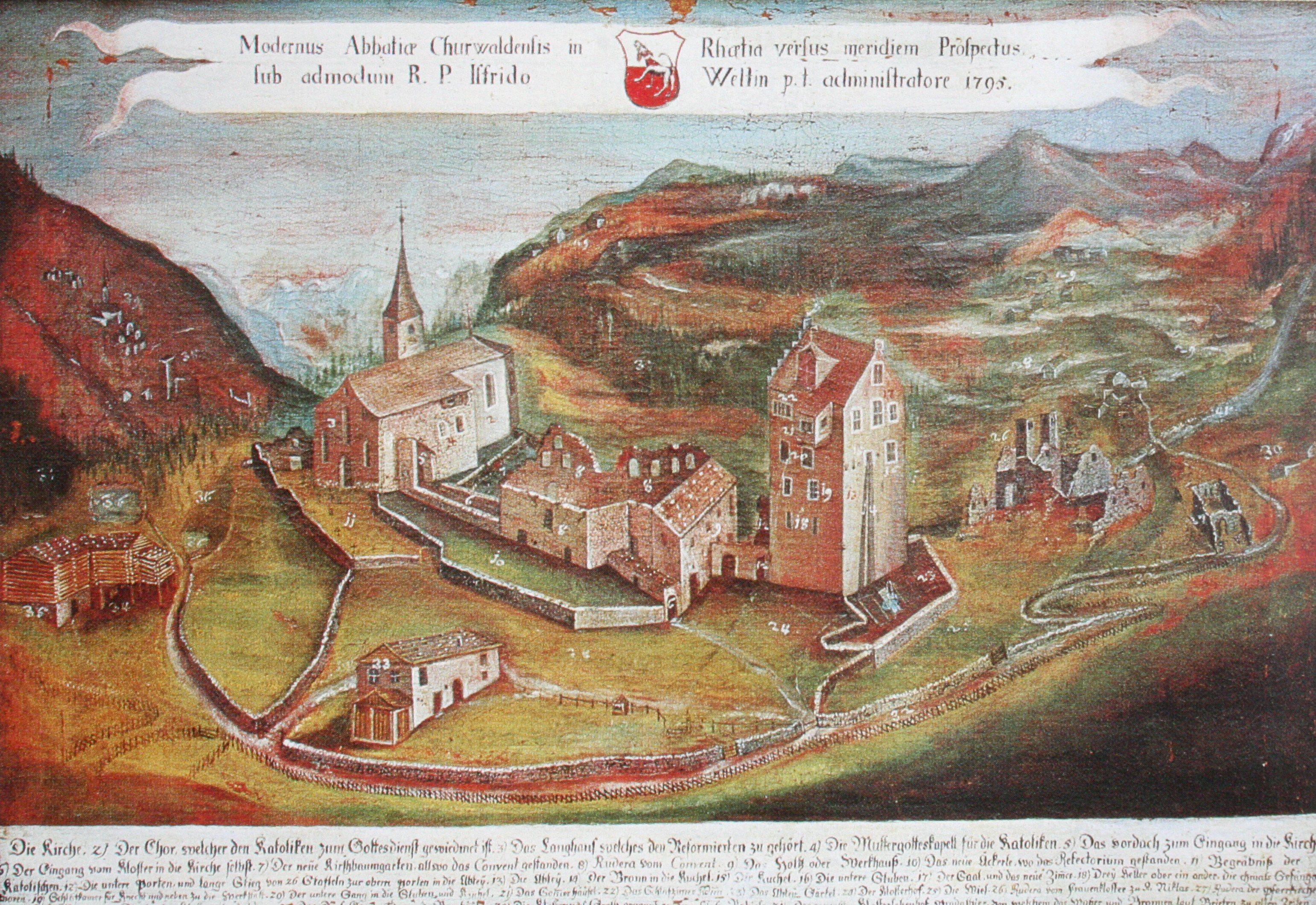
Gebäudekomplex 1795

Die erste Kirche des damaligen Klosters der Prämonstratenser stand weiter südlich nahe der Brücke über die Rabiusa. In der ersten Hälfte des 13. Jahrhunderts wurde sie an der heutigen Stelle über einem vorromanischen Vorgängerbau erbaut und St. Michael geweiht. Der sechsgeschossige Turm entstand später, vermutlich im 14. Jahrhundert. Am 3. Mai 1472, unter Abt Ludwig von Lindau (1461–1488), wurde die Kirche durch einen Brand zerstört und über den alten Fundamenten wieder errichtet. Der Chor wurde verlängert, an der Nordseite ein Beinhaus angebaut und die Sakristei erweitert. Am 29. September 1502 wurde die neue Kirche zu Ehren von Maria, St. Michael und allen heiligen Engeln geweiht. Anstelle des Turmes, der erst 1511 wiederhergestellt wurde, trug die Kirche einen Dachreiter.
Um 1800 wurde eine neue Sakristei erstellt und die bisherige zur Marienkapelle umgestaltet. 1895 wurde die Orgel  von der Firme Klinger einbaut. Die Bestuhlung im Chor stammt aus dem Jahr 1890, die Bänke im Schiff wurden 1915 aufgestellt. 1967–1976 wurden archäologische Untersuchungen vorgenommen und die Kirche restauriert. 1646–1967 wurde die Kirche von beiden Konfessionen genutzt, seither ist sie nach der Fertigstellung einer eigenen reformierten Dorfkirche  katholisch.

## Gebäude

### Aussen
Das relativ kurze Laienschiff besteht aus einer dreischiffigen Stufenhalle mit zwei Jochen. Links und rechts des Mönchschors stehen Kapellenanbauten, der quadratische Turm steht an der Nordseite. die Turmuhr an der Westseite mit gemaltem Zifferblatt mit wilden Männern des Zehngerichtebunde und dem Wappen des Abtes Gebhard Vittler stammt aus dem Jahr 1511. Die Uhr ist die älteste datierte Grossuhr Graubündens. Im Turm hängen drei Glocken, der grösste Durchmesser beträgt 136 Zentimeter. Sie wurden zwischen 1843 und 1896 und von den Gebrüdern Theus in Felsberg GR gegossen.

### Innen
Das breitrechteckige, durch wuchtige Pfeiler in drei Schiffe geteilte Langhaus wird durch einen massiven begehbaren Lettner vom quadratischen Mönchschor getrennt. Er ruht auf drei Arkaden und zeigt auf seiner Westseite eine Darstellung des Jüngsten Gerichts aus dem Jahr 1481. Ihr oberer Teil wurde durch den Einbau einer heute wieder entfernten Orgel zerstört. Auf beiden Seiten ruhen die Netzrippengewölbe auf Pfeilern mit Halbsäulen. Der westliche Schlussstein des Langhauses zeigt das rot-weisse Klosterwappen. Vom romanischen Vorgängerbau hat sich an der Nordwand des Laienschiffs ein Rundbogenfenster erhalten.
|  |  |  |

### Malereien

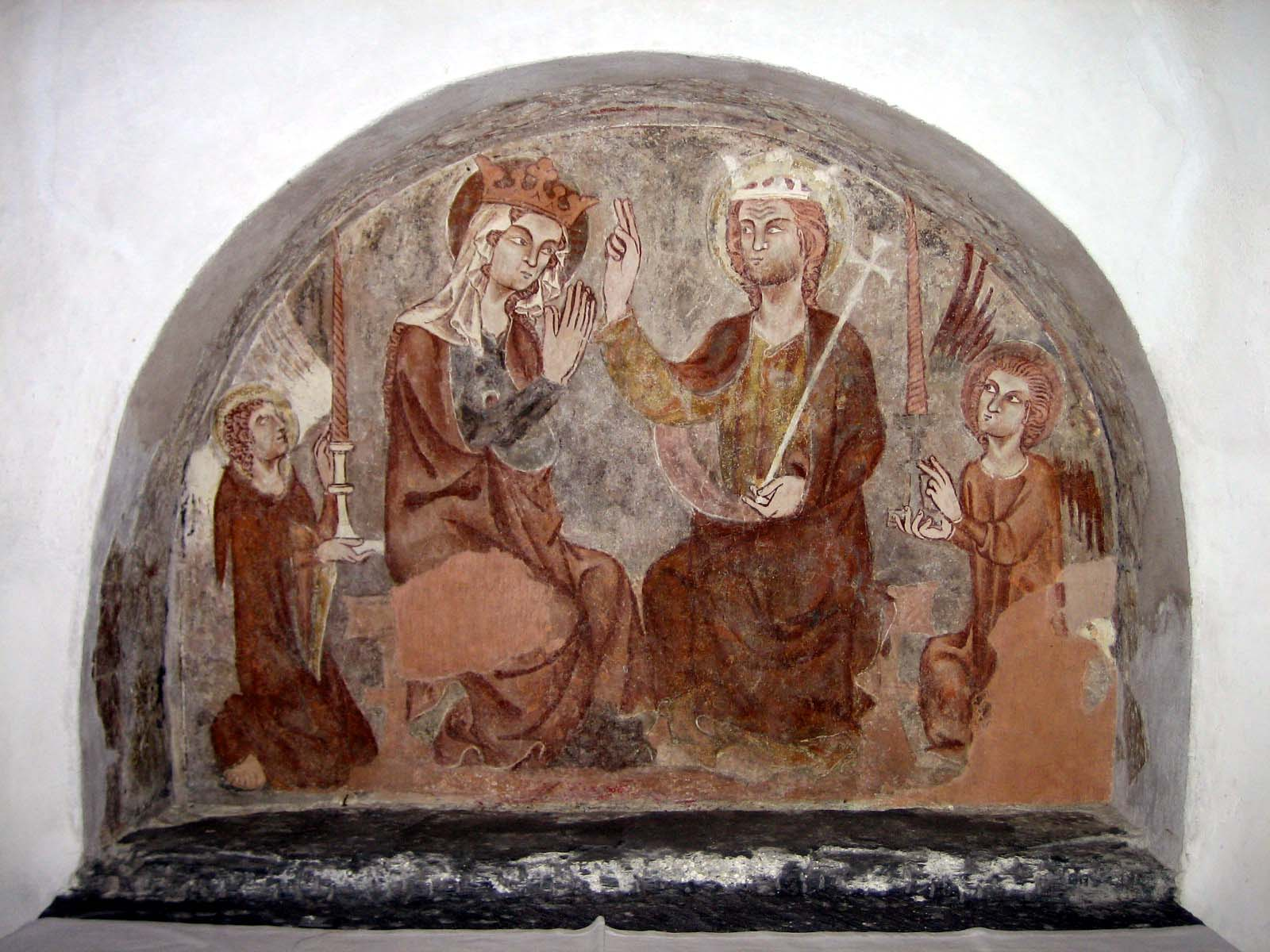
Marienkrönung des Waltensburger Meisters

An der Ostwand des nördlichen Seitenschiffs  hat sich in einer Rundbogennische  Fresko des Waltensburger Meisters aus der Zeit um 1330/1340 erhalten. Die 1970 aufgedeckte Darstellung ersetzte vermutlich eine plastische Figur oder einen Altaraufsatz des früheren Altars der Heiligen Katharina und Dorothea. Er wurde später übertüncht und die Nische wurde geschlossen. Die Darstellung zeigt eine Marienkrönung mit dem segnenden Christus und Maria, von Leuchtengeln begleitet. Aus der gleichen Zeit stammt die Sternenbemalung in der romanischen Fensterleibung  auf der Nordseite des Schiffs.
Die im oberen Teil weitgehend zerstörte Darstellung auf der Westseite des Lettners zeigt über drei Arkaden eine Darstellung des Jüngsten Gerichts. Eine Inschrift zeigt den Bauherrn Abt Ludwig von Lindau und das Datum 1481. Die chorseitige Front des Lettners enthielt ebenfalls Malereien, die jedoch nicht freigelegt wurden. Auch an der Nordseite des Chorraums sind Reste von Malereien noch nicht freigelegt.

### Hochaltar

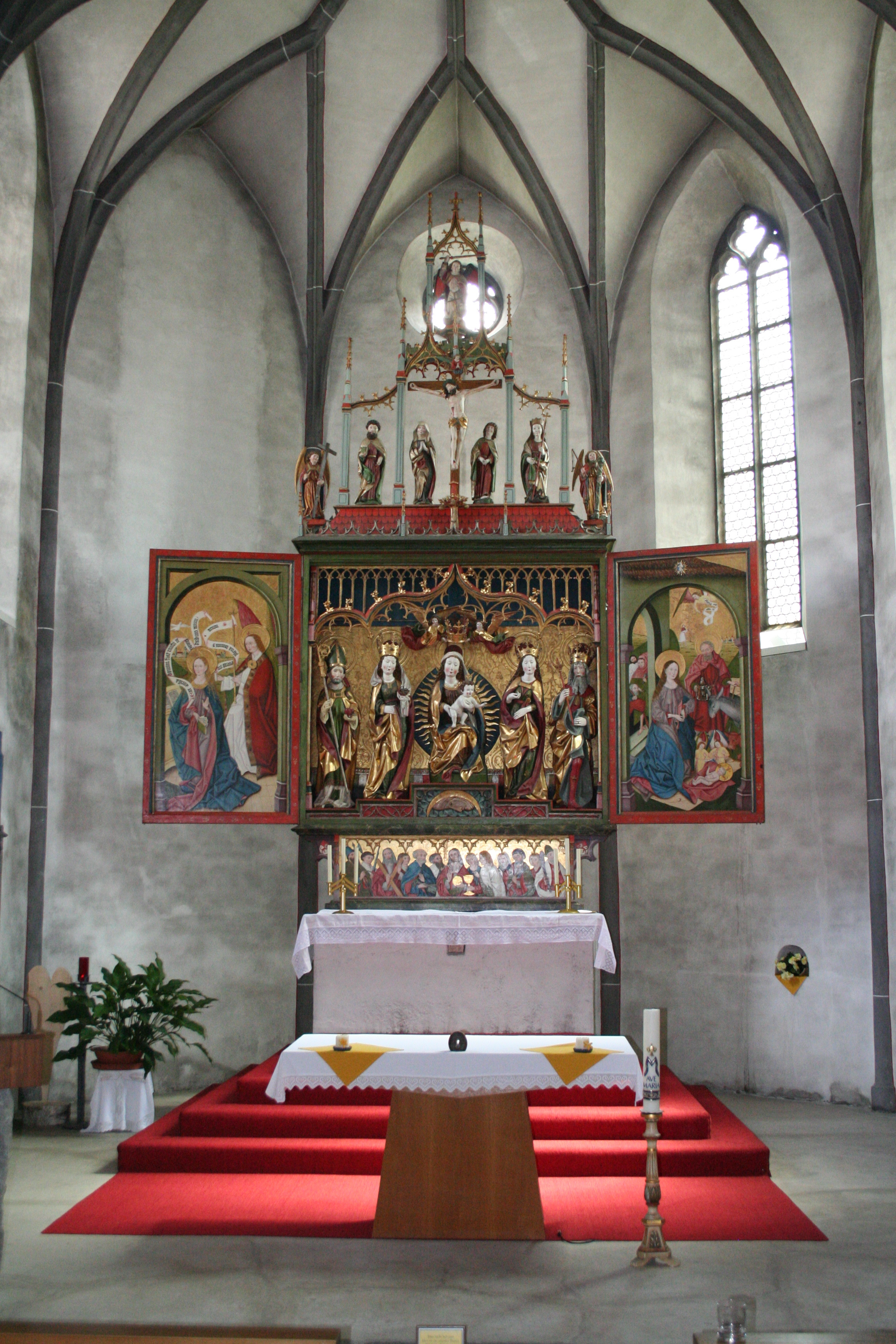
Hochaltar

Das spätgotische Altarretabel wurde um 1477 für den Neubau der Kirche errichtet. Mit seiner Höhe von 7,18 Metern gehört es zu den grössten und bedeutendsten der Schweiz. Es ist eines der frühesten, die von Schwaben nach Graubünden gebracht wurden. Wer es geschaffen hat, ist nicht bekannt; eine Signatur fehlt. Aufgrund stilistischer Merkmal wird angenommen, dass es in Ulm geschaffen wurde.
Die mit einer Darstellung Christi und seinen zwölf Jüngern bemalte Predella ist der Breite des Altarträgers angepasst. Teilweise sind die Apostel durch ihre Attribute gekennzeichnet. Der Altarschrein birgt fünf Statuen: In der Mitte thront die Muttergottes mit dem Jesuskind, zu ihrer Rechten der heilige Augustinus und die heilige Emerita, die im bünderischen Trimmis den Märtyrertod erlitten haben soll, zur Linken der heilige Luzius sowie eine unbekannte Heilige. Emerita und Luzius gehörten zu den beliebtesten Bündner Lokalheiligen.
Die Figuren oberhalb des Schreins zeigen in der Mitte den gekreuzigten Christus, daneben Maria und Johannes, links begleitet von Jakobus und rechts von der heiligen Margaretha. Die beiden äusseren Engelsfiguren wurden später angefügt. Ganz zuoberst steht als Patron der Kirche der heilige Michael mit der Seelenwaage.
Der linke Altarflügel zeigt innen eine Verkündigung mit Spruchbändern, die äussere Werktagsseite eine Abbildung von Mariä Heimsuchung. Der rechte Flügel zeigt innen die Geburt Christi und aussen die Heiligen Laurentius von Rom und Johannes der Täufer.
|  |  |

### Luziusaltar
Der spätgotische Luziusaltar wurde 1926 nach einem Streit zwischen den Protestanten und den Katholiken von der Gottfried-Keller-Stiftung erworben und in der Kathedrale von Chur aufgestellt. 1997 bis 2000 wurde er restauriert und steht heute wieder an seinem ursprünglichen Platz im südlichen Seitenschiff.
Er stammt aus der Zeit um 1511 aus dem Umkreis des Jakob Russ. Im Schrein stehen Statuen der heiligen Emerita, Luzius und Magdalena, die Flügel zeigen Reliefs von Johannes dem Täufer und Petrus. Die geschnitzte Predella zeigt unter drei Bögen Szenen aus der Passionszeit Christi.  Das Antependium ist eine bemalte Holztafel mit einer Darstellung des Abendmahls sowie den Wappen des Abtes Gebhard Vittler (1497–536) links und des ehemaligen Klosters Churwalden rechts.
|  |  |

### Weitere Ausstattung

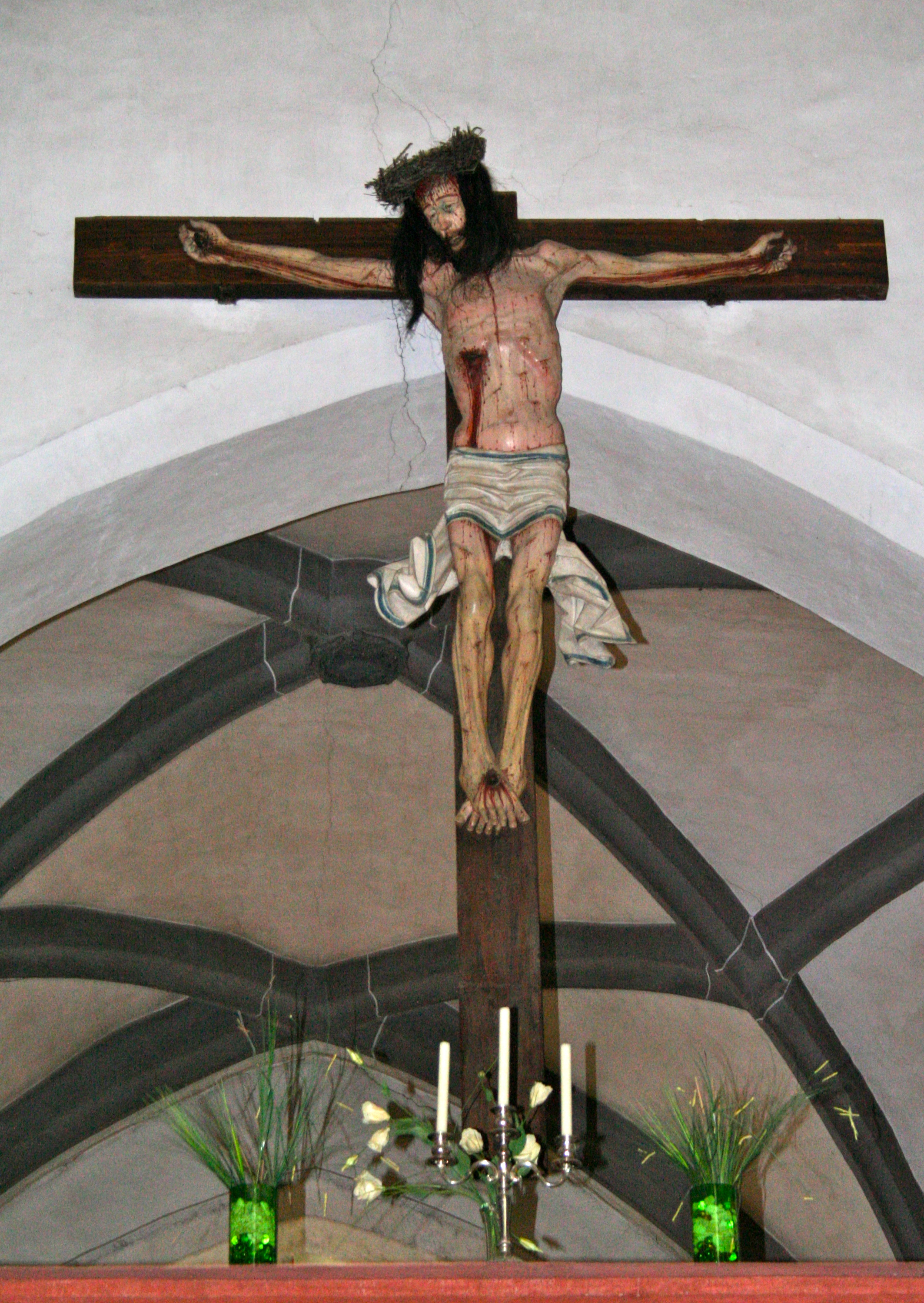
Kruzifix oberhalb des Lettners

Auch die beiden Statuen des Schmerzensmannes werden der Werkstatt des Altarbauers zugeordnet. Die lebensgrosse Figur des Chorbogenkruzifixes über dem Lettner aus der Zeit um 1480 ist mit Rosshaar und Dornenkrone ausgestattet.
Das Sakramentshäuschen stammt aus dem Ende des 15. Jahrhunderts. Als einzige Figur hat die Pietà in der Marienkapelle aus dem ersten Viertel des 15. Jahrhunderts den Brand von 1472 überstanden. Das kleine Kruzifix auf der gegenüberliegenden Seite stammt ebenfalls aus dem 15. Jahrhundert.
An der Westwand der Kirche sind einige Grabsteine des 13./14. und des 17. Jahrhunderts ausgestellt sowie das Fragment einer Grabplatte der Freiherren von Vaz aus dem 12./13. Jahrhundert.

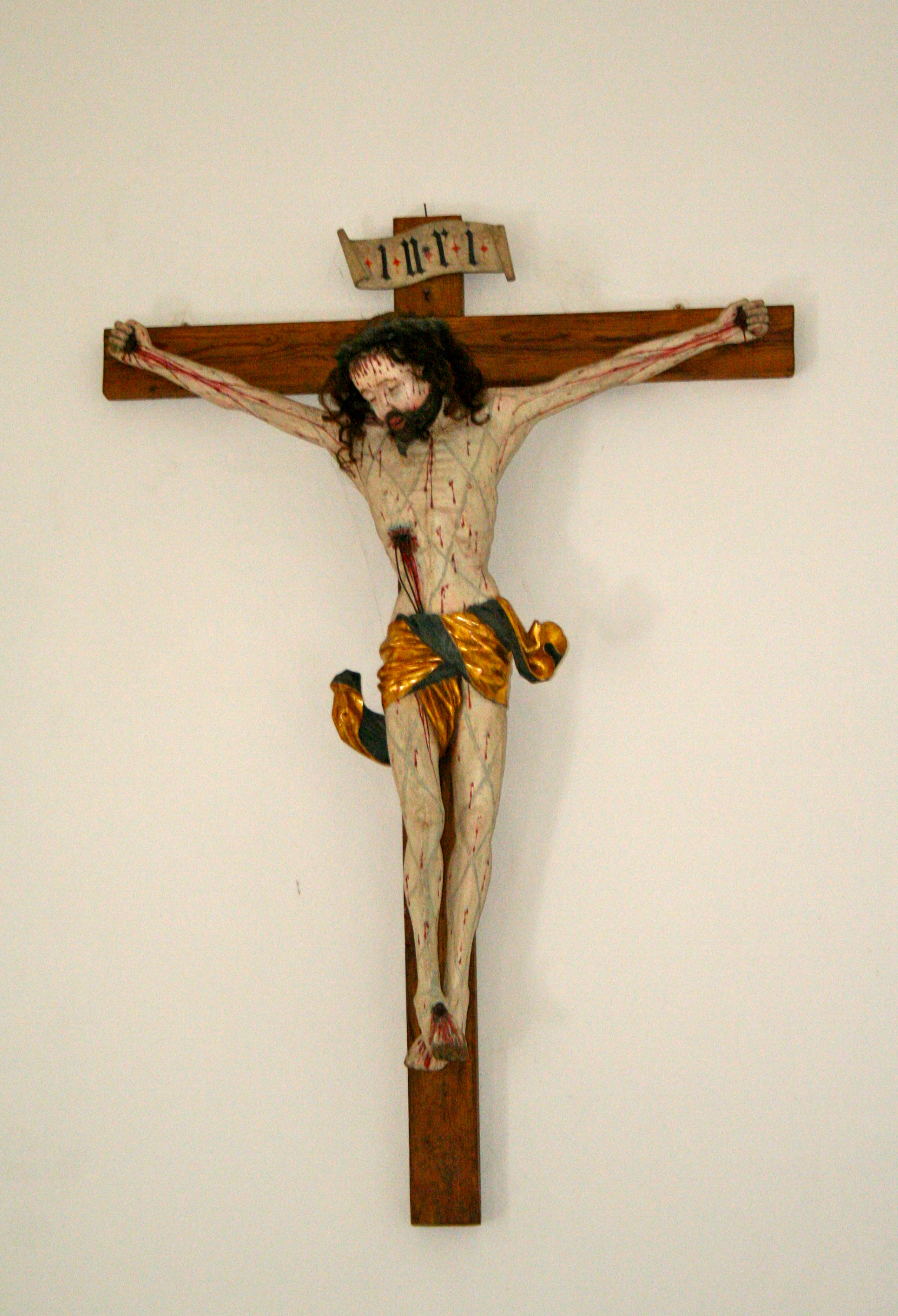
Kruzifix, um 1480
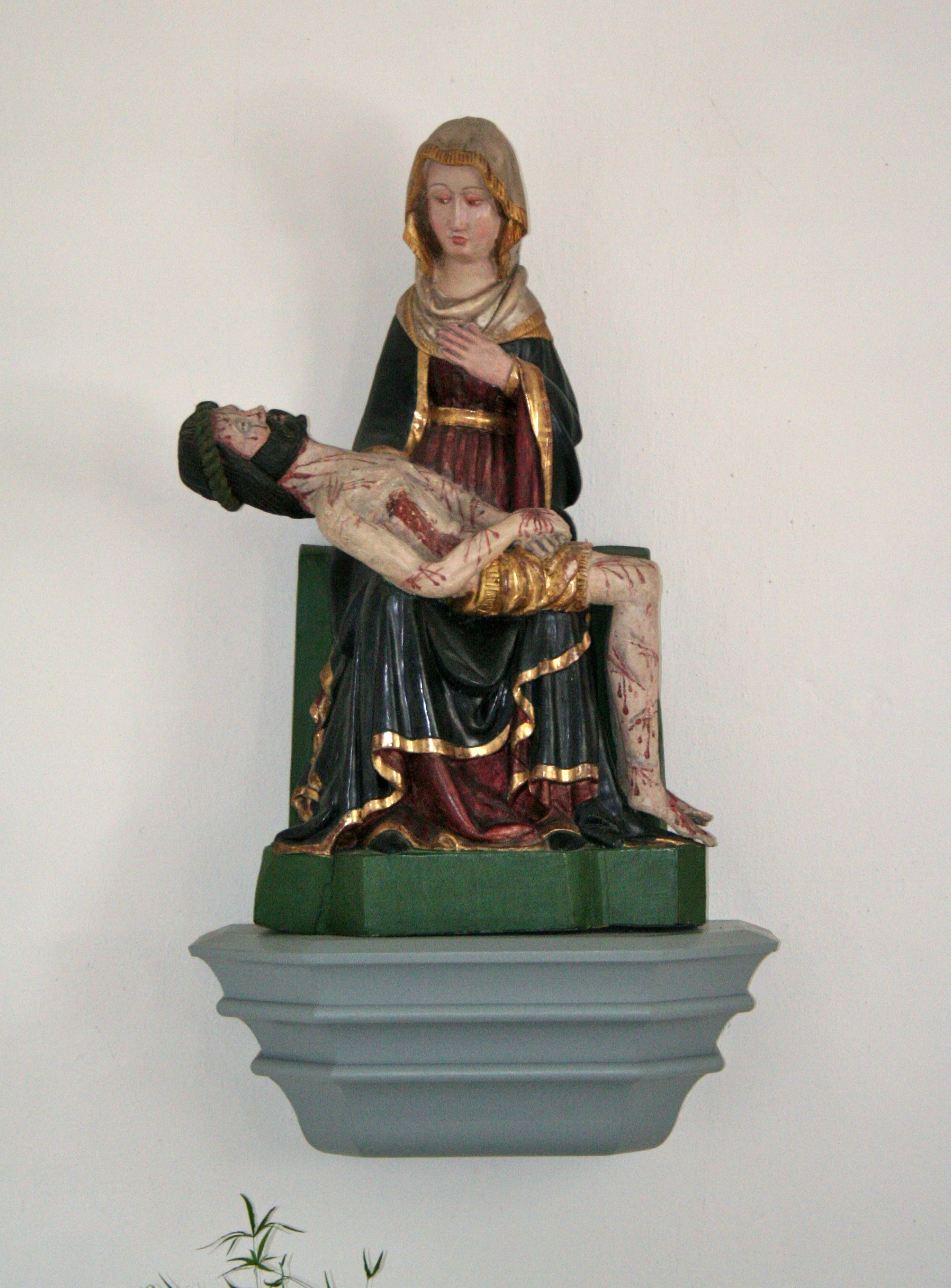
Pietà, um 1425
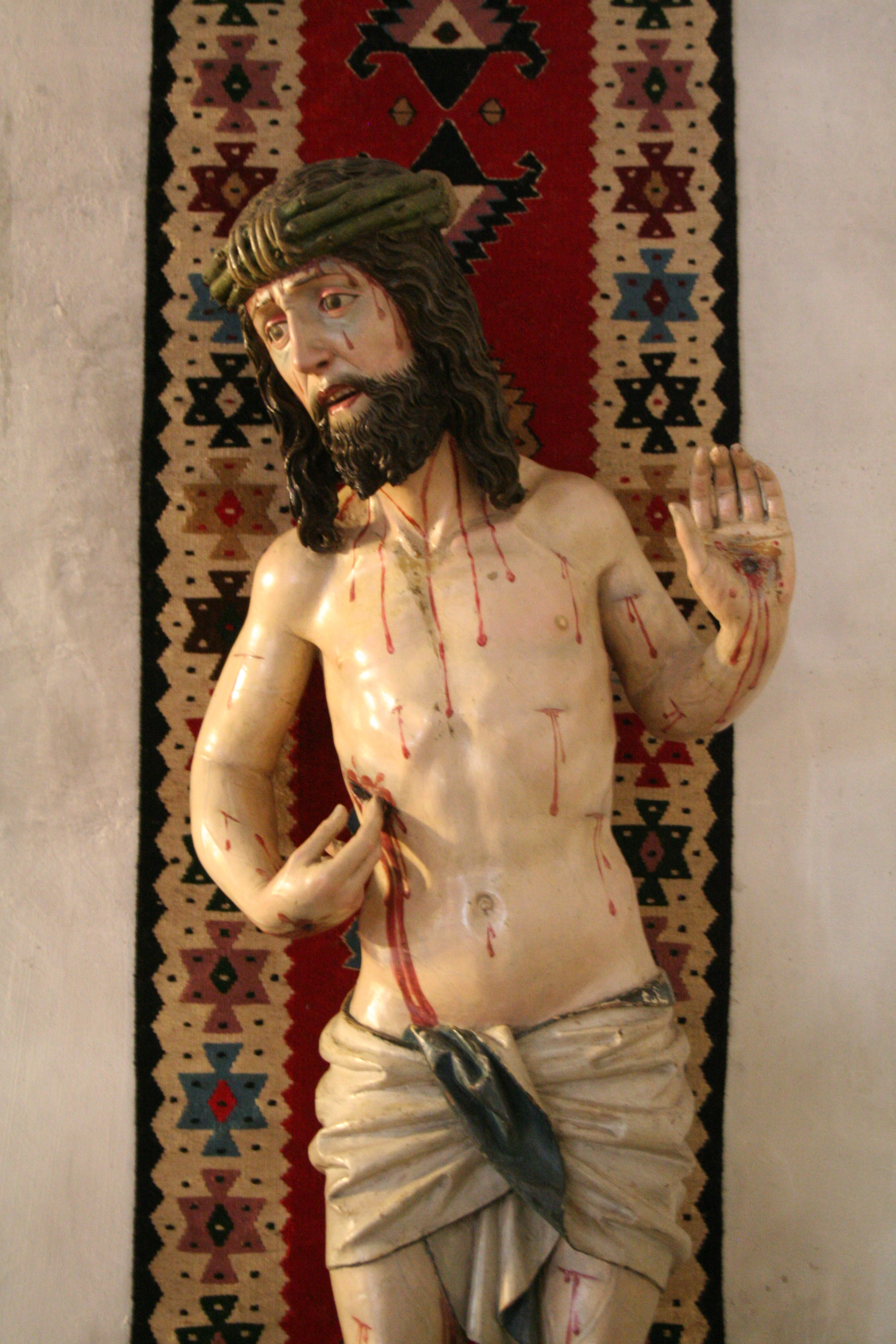
Schmerzensmann
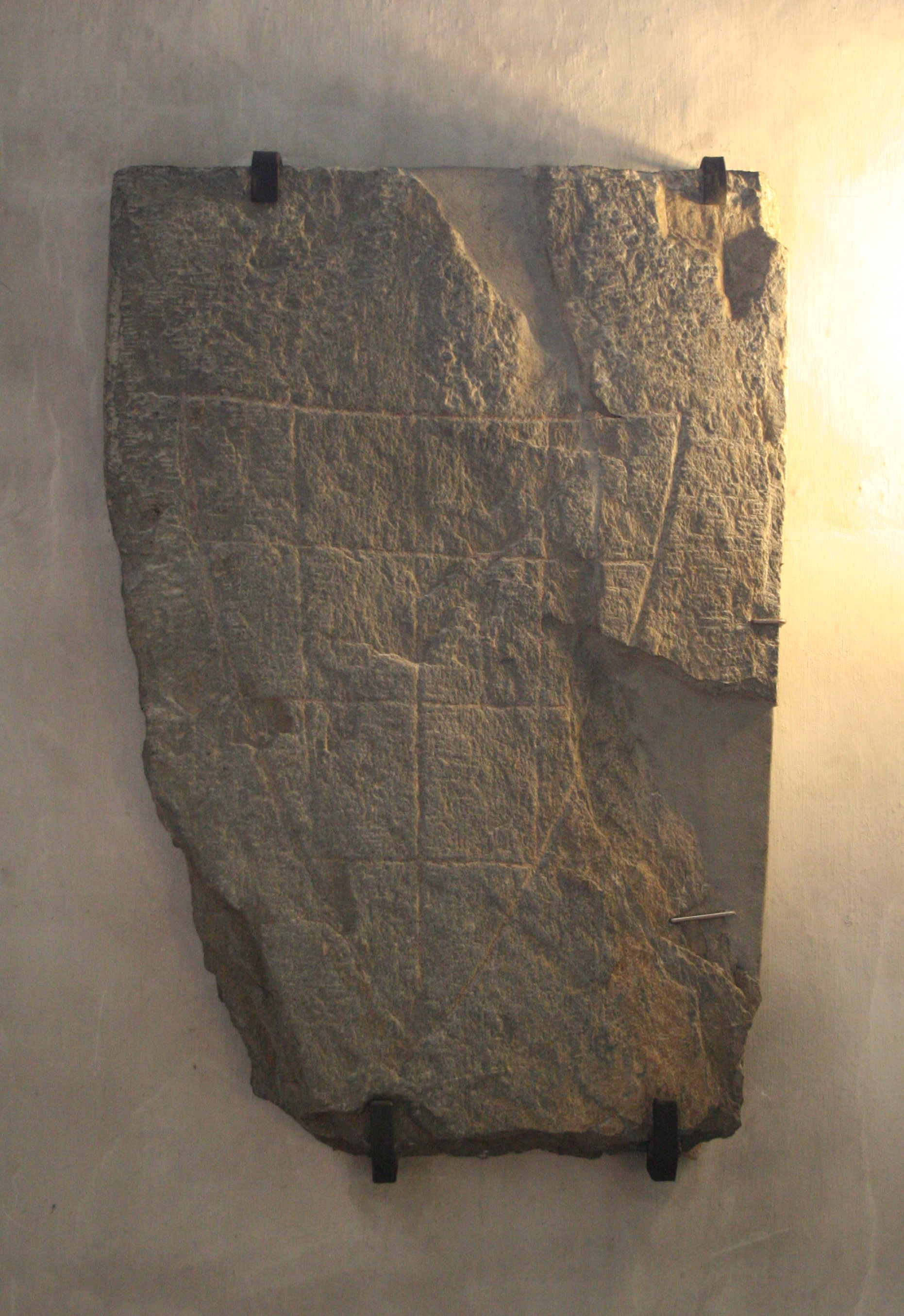
Grabplatte der Freiherren von Vaz

## Abtgebäude

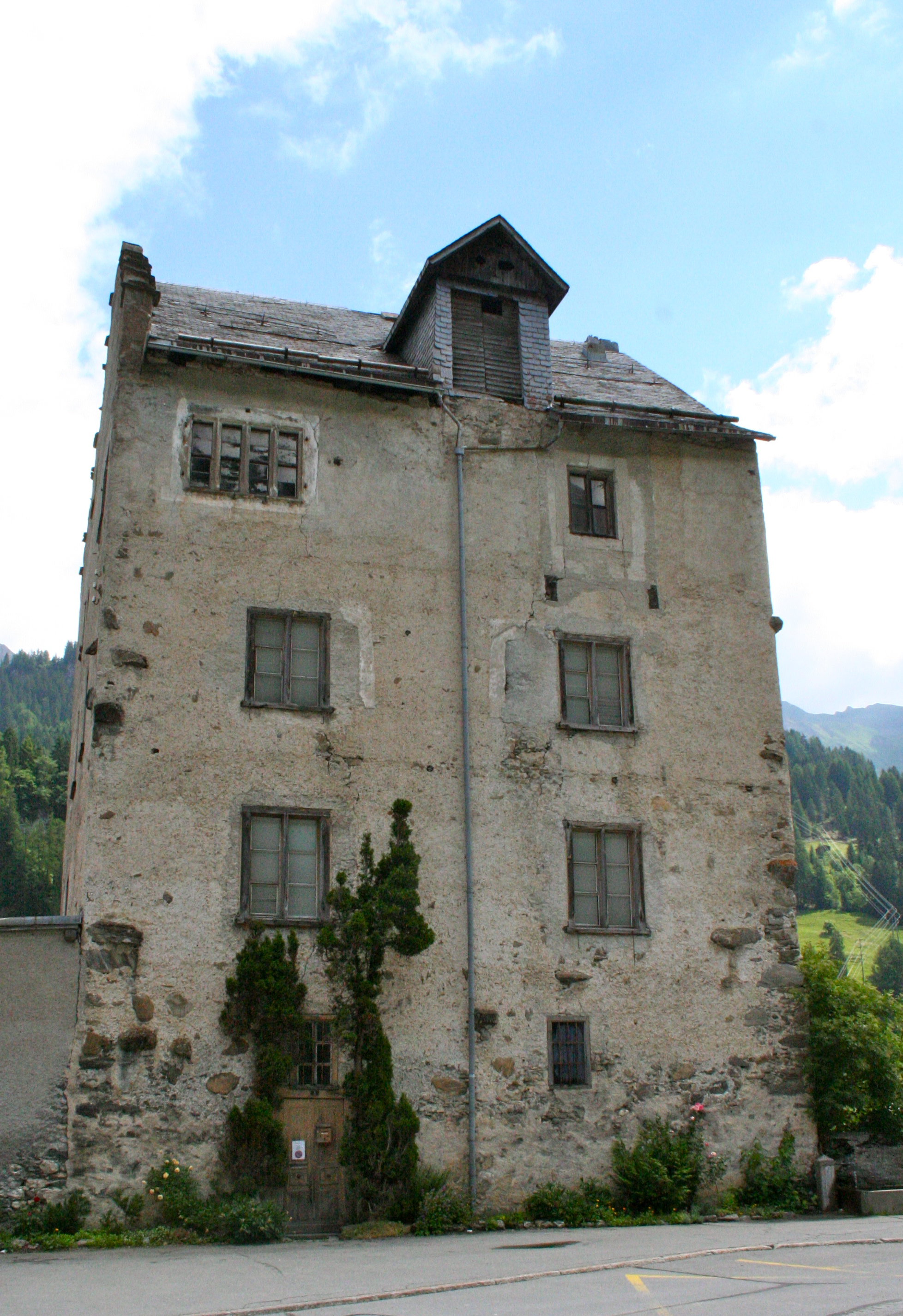
Abtgebäude

Das sogenannte Abtgebäude steht rund 100 Meter südlich der Kirche. Es wurde vor der Mitte des 15. Jahrhunderts errichtet. Sein heutiges Aussehen erhielt es 1472 nach dem Klosterbrand. In der Abtstube im dritten Geschoss hat sich Originaltäfer und eine Renaissance-Wandkasten erhalten. Um 1870 erfuhr das Haus  wesentlich bauliche Veränderungen, als darin eine Pfarrwohnung eingerichtet wurde.